# Carol de Angoulême
Carol de Angoulême (franceză Charles d'Angoulême, 28 aprilie 1573 - 24 septembrie 1650) a fost Conte de Auvergne apoi duce de Angoulême. A fost fiul nelegitim al lui Carol al IX-lea al Franței și al metresei sale, Marie Touchet.
Tatăl său, care a murit anul următor, l-a lăsat în grija succesorului și fratelui său mai mare, Henric al III-lea, care și-a îndeplinit datoria de tutore. Mama sa s-a căsătorit cu François de Balzac, marchiz d'Entragues, iar una dintre fiicele sale, Henriette, Marchiză de Verneuil, a devenit ulterior amanta lui Henric al IV-lea.

## Biografie
Carol de Valois a fost atent educat și a fost destinat Cavalerilor de Malta. La vârsta de 16 ani a atins unul dintre cele mai înalte demnități ale ordinului, fiind făcut Marele Prior al Franței. La scurt timp după ce a intrat în posesia unor moșii mari lăsate de bunica sa paternă, Caterina de'Medici, el a preluat titlul de Conte de Auvergne.
În 1589 Henric al III-lea a fost asasinat, însă pe patul de moarte, el l-a inclus pe Carol în testamentul său ca succesor al lui Henric al IV-lea. Henric al IV-lea l-a ridicat la rangul de Colonel al cailor și în această calitate a servit în campaniile din prima parte a domniei sale. Însă legăturile dintre rege și Madame de Verneuil par să nu fi fost aprobate de către Carol, iar în 1601, el a intrat în conspirația formată din ducii de Savoia, Biron și domnul de Turenne, iar unul dintre obiectivele lor era de a-l forța pe Henric să o alunge pe soția sa și să se căsătorească cu marchiza. Conspirația a fost descoperită, conspiratorii au fost arestați și Biron a fost executat. Carol a fost eliberat din închisoare după câteva luni, datorită influenței surorii sale vitrege, mătușii sale, Ducesa de Angoulême și a socrului său.
El a intrat apoi în alte intrigi la curtea regelui Filip al III-lea al Spaniei, acționând împreună cu Madame de Verneuil și tatăl ei, d'Entragues. În 1604, el și d'Entragues au fost arestați și condamnați la moarte. În același timp, marchiza a fost condamnată la închisoare perpetuă într-o mănăstire. Ea a obținut iertarea cu ușurință, cât și iertarea sentinței celor doi condamnați, fiind comutată în închisoare perpetuă. Carol a rămas la Bastilia timp de 11 ani, din 1605 până în 1616. Un decret al Parlamentului dat în 1606 și obținut de Margareta de Valois, l-a lipsit pe Carol de toate bunurile sale, inclusiv de domeniul din Auvergne, deși el a păstrat totuși titlul. În 1616, el a fost eliberat și a fost restaurat la rangul de colonel-general al cailor. În anul următor, Carol a comandat forțele adunate în Île-de-France unde a obținut nenumărate succese.
În 1619 el a primit ca moștenire ducatul de Angoulême. La scurt timp după ce a fost angajat într-o ambasadă importantă către Sfântul Imperiu Roman, rezultând la Tratatul de la Ulm semnat în iulie 1620. În 1627, el a condus forțele asediului din La Rochelle, iar în 1635, în timpul Războiului de Treizeci de Ani, a fost general al armatei franceze din Lorraine. În 1636 el a fost făcut locotenent-general al armatei. Se pare că s-a restrat din viața publică la scurt timp după moartea lui Richelieu din 1643.

## Viața personală
In 1591, el a obținut dispensă din partea ordinului de Malta și s-a căsătorit cu Charlotte, fiica lui Henric, Maresal d'Amville. Cei doi au avut 3 copii:
- Henric
- Ludovic-Emmanuel de Valois, Conte d'Alais, care l-a succedat pe tatăl său ca Duce de Angoulême
- Francois

Prima sa soție a murit în 1636, iar în 1644, el s-a căsătorit cu Françoise de Narbonne, fiica lui Carol, Baron de Mareuil. Nu au avut copii.
Carol a avut doi fii nelegitimi, Antoine Carol Ludovic și Carol.